# Боярышник Ткаченко
Боярышник Ткаченко (лат. Crataegus tkatschenkoi) — небольшое дерево или кустарник, вид рода Боярышник (Crataegus) семейства Розовые (Rosaceae).
Вид назван в честь советского ботаника Василия Игнатьевича Ткаченко.

## Распространение и экология
Эндемик Тянь-Шаня. В природе ареал вида охватывает хребты Ферганский и Кок-Ийрим-Тоо.
Произрастает на открытых участках древесно-кустарникового пояса.

## Ботаническое описание
Небольшое дерево, реже компактный кустарник 3,5—4,5 м высотой. Побеги: молодые красновато-коричневые, более старые серые, голые. Колючки короткие, 6—11 мм длины, неветвистые, на стерильных побегах 20—35 мм длины, ветвистые.
Листья фертильных побегов широкояйцевидные, с усеченной или слабо округлой верхушкой, трёхлопастные, с широкосердцевидным, реже клиновидным основанием, светло-зелёные, голые. Верхняя лопасть обычно разделена на три короткие лопасти. Листья стерильных побегов яйцевидно-ромбические, дважды-трижды глубокораздельные с клиновидным основанием, на верхушке крупнонадрезанно-зубчатые, сверху и снизу голые. Черешки голые, сверху иногда редковолосистые, 1,5—3,5 см длины. Прилистники полусерповидные, реже почти прямые, по краю крупнозубчатые с железками.
Соцветия сложнощитковидные. Цветоножки голые. Чашелистики треугольно-ланцетные. Тычинок 10. Плоды жёлтые, шаровидные, до 8 мм длины. Косточек 5.
Цветение в мае. Плодоношение во второй половине августа — сентябре.
Данный вид в отличие от других видов боярышника местной флоры дополнительно размножается корневыми отпрысками.

## Таксономия
Вид Боярышник Ткаченко входит в род Боярышник (Crataegus) трибы Pyreae подсемейства Спирейные (Spiraeoideae) семейства Розовые (Rosaceae) порядка Розоцветные (Rosales).
|  |                                      |  |                                                              |                                                              |                   |  | ещё 8 семейств (согласно Системе APG III) | ещё 8 семейств (согласно Системе APG III)    |                                              |  |  |  | ещё 7 триб (согласно Системе APG III)         | ещё 7 триб (согласно Системе APG III)         |  |  |  |  | ещё от 200 до 300 видов | ещё от 200 до 300 видов |
|  |                                      |  |                                                              |                                                              |                   |  | ещё 8 семейств (согласно Системе APG III) | ещё 8 семейств (согласно Системе APG III)    |                                              |  |  |  | ещё 7 триб (согласно Системе APG III)         | ещё 7 триб (согласно Системе APG III)         |  |  |  |  | ещё от 200 до 300 видов | ещё от 200 до 300 видов |
|  |                                      |  |                                                              | порядок Розоцветные                                          |                   |  |                                           |                                              | подсемейство Спирейные                       |  |  |  |                                               | род Боярышник                                 |  |  |  |  |                         |                         |
|  |                                      |  |                                                              | порядок Розоцветные                                          |                   |  |                                           |                                              | подсемейство Спирейные                       |  |  |  |                                               | род Боярышник                                 |  |  |  |  |                         |                         |
|  | отдел Цветковые, или Покрытосеменные |  |                                                              |                                                              | семейство Розовые |  |                                           |                                              | триба Pyreae                                 |  |  |  | вид Боярышник Ткаченко                        |                                               |  |  |  |  |                         |                         |
|  | отдел Цветковые, или Покрытосеменные |  |                                                              |                                                              |                   |  |                                           |                                              |                                              |  |  |  |                                               |                                               |  |  |  |  |                         |                         |
|  |                                      |  | ещё 44 порядка цветковых растений (согласно Системе APG III) | ещё 44 порядка цветковых растений (согласно Системе APG III) |                   |  |                                           | ещё 8 подсемейств (согласно Системе APG III) | ещё 8 подсемейств (согласно Системе APG III) |  |  |  | ещё около 60 родов (согласно Системе APG III) | ещё около 60 родов (согласно Системе APG III) |  |  |  |  |                         |                         |
|  |                                      |  |                                                              | ещё 44 порядка цветковых растений (согласно Системе APG III) |                   |  |                                           |                                              | ещё 8 подсемейств (согласно Системе APG III) |  |  |  |                                               | ещё около 60 родов (согласно Системе APG III) |  |  |  |  |                         |                         |